# Сім няньок
«Сім няньок» (рос. «Семь нянек») — радянська кінокомедія режисера Ролана Бикова, що вийшла на екрани в 1962 році.

## Сюжет
На одному з годинникових заводів працює молодіжна бригада, прозвана «золотою»: все їм вдається — і в роботі, і в суспільному житті. Але хочеться хлопцям зробити ще який-небудь вчинок. Таким подвигом для них стала спроба перевиховання важкого підлітка Афанасія Полосухіна (Семен Морозов) з колонії для малолітніх правопорушників.
Його забрали прямо з ізолятора колонії і з ентузіазмом взялися перевиховувати, однак Афанасій і не думав змінюватися. Навіщо? Коли почалося комфортне нове життя, а наставники жахливо довірливі і наївні, обдурити їх нічого не варто. Однак таємне все одно стає явним, ось тільки коли Афанасій дійсно вирішив змінитися, він трохи запізнився, бо зневірені хлопці вирішили визнати свою очевидну моральну поразку і повернути хлопця назад в колонію відбувати подальше призначене судом суворе покарання.

## У ролях
- Семен Морозов — Афанасій Полосухін
- Валентин Буров — Павло
- Володимир Івашов — Віктор
- Мікаела Дроздовська — Майя
- Тетяна Надєждіна — Олена
- Наталія Батирєва — Іра
- Віктор Хохряков — начальник колонії
- Валентин Зубков — Григорій Іванович Волошин, парторг цеху
- Олексій Бахар — Гордєєв, начальник цеху
- Віра Майорова — «Сонька-Золота Ручка / Любка — Костяна ніжка» / Алла
- Олексій Грибов — дідусь Олени
- Марія Кравчуновська — бабуся Олени
- Володимир Раутбарт — диригент
- Зіновій Гердт — Шамський, батько Майї
- Віра Орлова — Шамська, мати Майї

## Знімальна група
- Автори сценарію:  Валерій Фрід,  Юлій Дунський
- Режисер:  Ролан Биков
- Помічник режисера: Аркадій Алексєєв
- Оператор:  Петро Сатуновський, Олександр Брантман (2-й оператор)
- Композитор:  Карен Хачатурян